# Долгих, Пётр Николаевич
Пётр Николаевич Долгих (3 августа 1910, дер. Бочаровка, Курская губерния — 6 марта 1945, Германия) — красноармеец Рабоче-крестьянской Красной Армии, участник Великой Отечественной войны, Герой Советского Союза (1943).

## Биография
Пётр Долгих родился 3 августа 1910 года в деревне Бочаровка (ныне — Старооскольский городской округ Белгородской области) в крестьянской семье. Русский. Получил начальное образование, после чего работал в колхозе, затем на шахте в Красном Луче. В октябре 1941 года Долгих был призван на службу в Рабоче-крестьянскую Красную Армию. С декабря того же года — на фронтах Великой Отечественной войны. К октябрю 1943 года гвардии красноармеец Пётр Долгих командовал орудием 107-го гвардейского истребительно-противотанкового артиллерийского полка 8-й истребительно-противотанковой артиллерийской бригады 51-й армии Южного фронта. Отличился во время освобождения Мелитополя.
13-14 октября 1943 года в ходе боёв под Мелитополем, отражая контратаки противника, Долгих уничтожил 2 танка, 4 пулемёта, группу солдат противника. Действия Долгих позволили удержать занимаемый рубеж. Во время боёв за Мелитополь Долгих, находясь в боевых порядках подразделений, нанёс противнику большой урон в боевой технике и живой силе.
Указом Президиума Верховного Совета СССР от 1 ноября 1943 года красноармеец Пётр Долгих был удостоен высокого звания Героя Советского Союза с вручением ордена Ленина и медали «Золотая Звезда».
Долгих погиб 6 марта 1945 года во время боёв на реке Одер.

## Память
В честь Долгих названа улица и установлен бюст в Красном Луче.